# Rain of a Thousand Flames
Rain of a Thousand Flames (с англ. — «Дождь из тысячи огней») — четвёртый альбом итальянской группы Rhapsody. Альбом продолжает серию концептуальных альбомов «Хроники Алгалорда». В музыке он сильнее, чем предыдущие, сместился к симфоник-металу от пауэр-метала, показывая дальнейшее направление развития группы. На заглавную песню Rain of a Thousand Flames был снят видеоклип. Автор обложки — Марк Клиннерт.

## Концепция
Сюжет альбома является интерлюдией между альбомами Dawn of Victory и Power of the Dragonflame, рассказывая о Королеве Проклятых и жестоких завоеваниях демонов. С помощью похищенного у Воина Льда волшебного меча демоны проводят кровавый ритуал жертвоприношения, и воскрешают Королеву Проклятых — древнюю, распутную жрицу чёрного бога Крона, имя которой непроизносимо. Она призывает из бездны новые орды демонов. Под предводительством Королевы, демоны разоряют Алгалорд и соседние с ним королевства Эльнор и Торальд.

## Список композиций
1. «Rain of a Thousand Flames» 3:43
2. «Deadly Omen» 1:47
3. «Queen of the Dark Horizons» 13:42
4. «Tears of a Dying Angel» 6:22
5. «Elnor’s Magic Valley» 1:39
6. «The Poem’s Evil Page» 4:03
7. «Wizard’s Last Rhymes» 10:37

Все песни написаны Лукой Турилли и Алексом Старополи, кроме:
- «Queen of the Dark Horizons» — во вступлении и припеве использована музыка группы Goblin из фильма «Феномен» режиссёра Дарио Ардженто[1].
- «Wizard’s Last Rhymes» во вступлении и припеве использована Девятая симфония чешского композитора Антонина Дворака[1].
- «Elnor’s Magic Valley» — ирландская народная мелодия Cooley’s Reel[2].

## Участники записи

### Rhapsody
- Лука Турилли — гитара
- Фабио Лионе — вокал
- Алекс Старополи — клавишные
- Алесандро Лотта — бас-гитара
- Алекс Хольцварт — ударные

### Приглашенные музыканты
- сэр Джей Лэндсфорд — чтение текста
- Дана Лурье — скрипка
- Надя Беллир — женский бэк-вокал (девушка Луки)
- Тобиас Заммет, Роберт Хунеке-Риццо, Олаф Хэйер, Оливер Хартман, Бриджет Фогл, Превин Мур — хор